# Church Motor Car Company
Church Motor Car Company war ein US-amerikanischer Hersteller von Automobilen.

## Unternehmensgeschichte
Das Unternehmen wurde 1913 in Chicago in Illinois gegründet. Im gleichen Jahr begann die Produktion von Automobilen. Der Markenname lautete Church Pneumatic. 1914 endete die Produktion.

## Fahrzeuge
Das einzige Modell wurde Mackenzie Model genannt. Ein Vierzylindermotor mit 90 PS Leistung trieb es an. Das Fahrgestell hatte 335 cm Radstand. Die Fahrzeuge waren als offene Tourenwagen karosseriert. Der Neupreis betrug 2500 US-Dollar.
Das Unternehmen warb damit, dass ein besonderes pneumatisches System viele Zubehörteile überflüssig machte. Wie genau das funktionierte, blieb unklar.